# 高岡氏
高岡氏　是日本人的一箇氏族。

## 常州高岡氏（藤姓）
此家門是貫於日本國常陸州。本姓是藤原氏。出自八田知家流小田知重支流、太祖高岡泰重之一族。（泰重仍是八田知家之孫。小田知重之子也）。

## 雲州高岡氏（源姓）
此家門是貫於日本國出雲州。本姓是源氏、出自佐佐木義清流。太祖高岡宗泰，后裔居住於出雲州，備後州，但馬州的一族。（宗泰仍是佐佐木義清之孫。佐佐木泰清之八男也）。後世小出秀家旗下的士，高岡氏（佐佐木氏）是即同一族。

## 摂州高岡氏（源姓）

### 起源
此家門是貫於日本國摂津州。清和源氏多田院御家人。是氏有日本国摂津州川邊郡多田庄居住的御家人之中。1278年（日本弘安元年）於時多田院本堂上棟多田院御家人，列席於高岡源四郎入道，高岡源次等2名。1316年（日本正和5年10月13日）多田院堂宇供養之時，列席於高岡源次，高岡紀四郎等2名。1688年（日本貞享5年8月）多田廟社修復之時，高岡左近将監仲朝的11世孫高岡市左衛門源重直之署名有。。子孫是現今居住於日本國兵库县川西市乃至三田市近郊。日本幕末的多田御家人之中有“摂州川辺郡差組村住”的高岡市左衛門、高岡権左衛門、高岡慶介等之氏名。

### 出雲州分流
日本國出雲州松江藩士的高岡氏是川邊郡多田御家人之支流。此世系祖是高岡加左衛門，日本幕末的高岡此右衛門是人八世孫也。

### 摂津州分流
戦國時代、摂津國川邊郡浜郷（江戶時代自三反田村至難波村近邊，現兵库县尼崎市），赤松氏支配下的武士集團称“難波七姓”（是即廣岡氏，小寺氏，高岡氏，木島氏，大江氏，奥島氏，行本氏等）。1473年（文明5年）3月17日浜郷代官柚留木重芸（奈良興福寺的寺僧）任命高岡弾正是同郷的國代官。弾正的後裔是江戶時代有勢力於難波村。家紋是“丸之内三葉柏”。

## 丹後州高岡氏（高岳姓）
此家門是貫於日本國和泉州后遷貫丹後州。本姓高岳首（物部氏流）、傳曰日本神話的人物“饒速日命”之後胤，物部麁鹿火大連之長男、物部磐弓連之支流、高岳首一族。始祖是高岡肥後守貞望，此人後裔高岡四郎貞躬者、従足利尊氏公有勲功而賜日本國丹後州与謝郡板並庄，其族居住於丹後州的一族。

## 参看
- 高丘氏